# Bill Robinson
Bill Robinson (Richmond, 1878. május 25. – New York, 1949. november 25.), amerikai sztepptáncos, filmszínész.

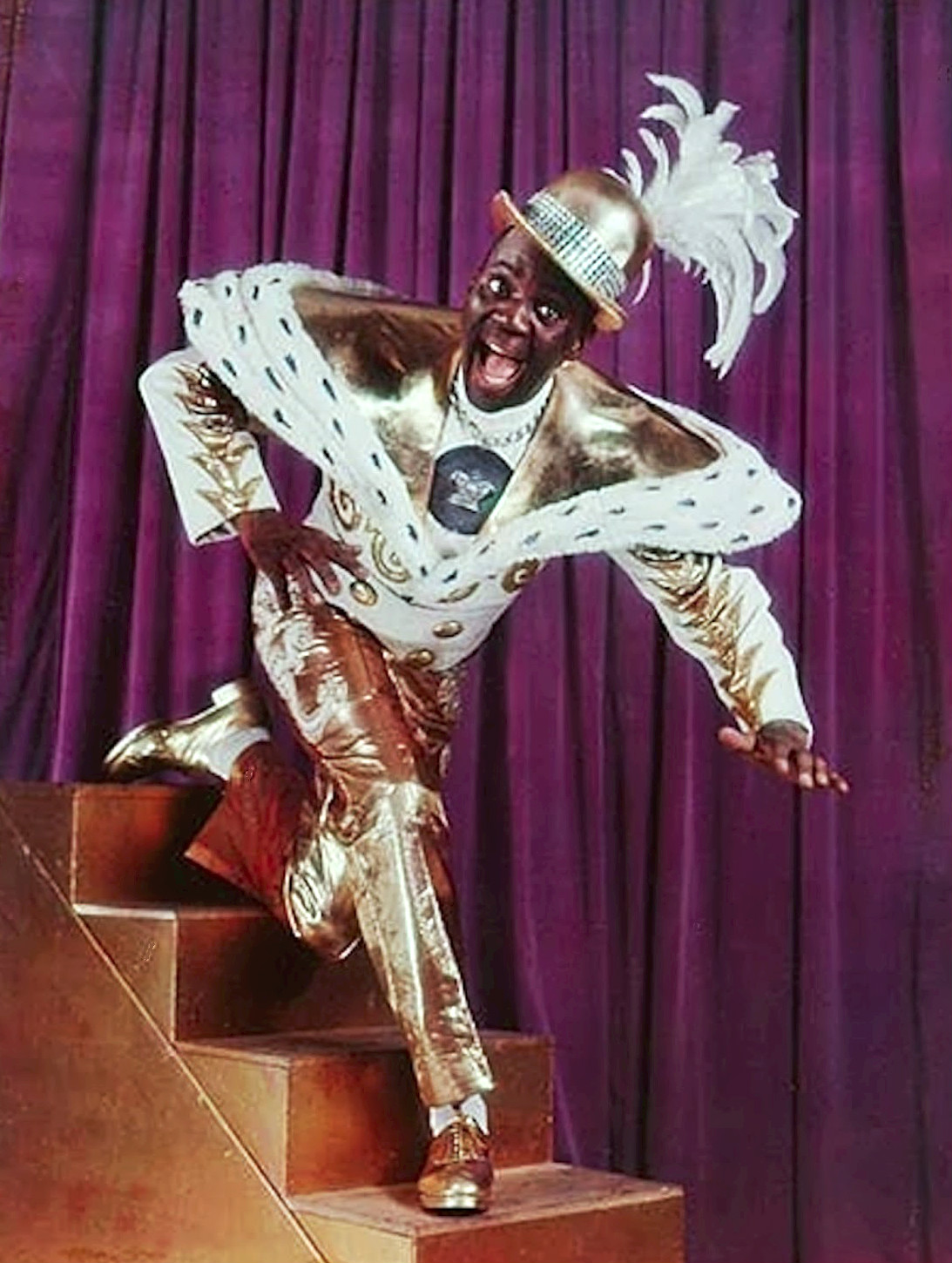
The Hot Mikado

## Pályafutása
Bill Robinson Luther Robinson néven született a virginiai Richmondban. Apja, Maxwell egy gépműhelyben dolgozott, míg anyja, Maria pedig énekesnő volt. Miután mindkét szülője 1885-ben meghalt, Robinsont nagyanyja nevelte fel, aki még rabszolga volt. Fiatal korában kapta a „Bojangles” becenevet.
Ötéves korától a megélhetéséért táncolt, helyi sörkertekben lépett fel. 1886-ban, Kilrncévesen csatlakozott Mayme Remington turnézó társulatához. 1891-től  vaudevillekben lépett fel. Nagy sikereket ért el éjszakai mulatókban musical-előadóként. Pályafutásának ebben a szakaszában szinte kizárólag fekete színházakban lépett fel fekete közönség előtt. A Broadway legenda Bill „Bojangles” Robinson vaudeville-előadóként kezdte pályafutását. Robinson I. világháborúban katona volt. Ezredét Fifth Avenue-ra vezette, amikor visszatértek Európából.
Broadwayen és hollywoodi filmeken szerepet az 1930-as, -40-es években. 1928-ban a Broadway-n szerepelt az 1928-as „Blackbirds” című nagysikerű revüben. A Blackbirds egy afroamerikai előadók főszereplésével készült revü volt, amelyet fehér közönségnek szántak. Ez a show áttörést jelentett Robinson számára. Noha rendszeresen dolgozott színészként, Robinson leginkább sztepptáncosként volt ismert. Elegáns sztepptánca és vidám karaktere a közönség kedvencévé tette Robinsont.
Tizennégy hollywoodi filmben szerepelt, sok közülük musical. Az egyikben szerepelt a az akkori gyereksztár, Shirley Temple mellett. Egy másikban Lena Horne és Cab Calloway mellett szerepelt. A fekete színészeknek írt sztereotip szerepek szűk körében dolgozott. Azzal, hogy elfogadta ezeket a szerepeket, Robinson meg tudta őrizni állandó foglalkoztatását. 1939-ben, hatvanegy évesen fellépett a The „Hot Mikado”-ban, amely W. S. Gilbert és Arthur Sullivan operett dzsesszes karakterű interpretációjában. 61. születésnapját a Broadway 61-ben nyilvánosan táncával ünnepelte meg.

## Filmválogatás
- 1932: Harlem is Heaven
- 1935: Oberst Shirley
- 1935: The Little Colonel
- 1935: In Old Kentucky
- 1935: Hooray For Love
- 1937: One Mile From Heaven
- 1938: Up the River
- 1938: Cotton Club Revue
- 1938: Just Around the Corner
- 1943: Stormy Weather

## Vaudeville
1900. március 30-án Robinson benevezett a New York-i Brooklynban lévő Bijou Theatre-ben megrendezett buck-and-wing előadóversenyre, ahol aranyérmet nyert, legyőzve Harry Swintont, az In Old Kentuckyban című sorozat sztárját. Az ebből fakadó nyilvánosság segített Robinsonnak számos utazó műsorban dolgozni, csak néha táncosként. Robinson énekelt és kétszereplős vígjátékokat is előadott.